# Dubbelkamsbasilisk
Dubbelkamsbasilisk (Basiliscus plumifrons) är en ödleart som beskrevs av Cope 1876. Dubbelkamsbasilisk ingår i släktet basilisker (Basiliscus), och familjen Corytophanidae. Inga underarter finns listade.
Dubbelkamsbasilisk förekommer i Honduras, Panama, Costa Rica och Nicaragua.
Dess habitat är låglänta regnskogar eller regnskogsklädda bergssluttningar, upp till cirka 775 meters höjd. Den klättrar och simmar bra och lever främst i träd nära vatten, som intill floder med intakta skogklädda stränder.
Arten har hudremsor vid tårna och fötternas kanter som ger förmåga att gå korta sträckor över vatten. Djuret fick därför i olika språk smeknamnet Jesus ödla.